# Astragalus homandicus
Astragalus homandicus es una especie de planta del género Astragalus, de la familia de las leguminosas, orden Fabales.

## Distribución
Astragalus homandicus se distribuye por Irán.

## Taxonomía
Fue descrita científicamente por Maassoumi & Podlech. Fue publicada en Feddes Repert. 114(5-6): 325 (2003).